# Boldești-Scăeni
Boldești-Scăeni is een stad (oraș) in het Roemeense district Prahova. De stad telt 11.491 inwoners (2002).